# Begoña García Piñero
Begoña García Piñero (1 de março de 1976) é uma ex-basquetebolista profissional espanhola.

## Carreira
Begoña García Piñero integrou Seleção Espanhola de Basquetebol Feminino em Atenas 2004, terminando na sexta posição.